# Església Baptista de Westboro
L'Església Baptista de Westboro (en anglès i originalment: Westboro Baptist Church) és una organització religiosa menor liderada per Fred Phelps coneguda pel seu extrem odi contra el col·lectiu LGBT i les seves peculiars participacions fent piquets en funerals i en altres llocs. Entre d'altres, el grup ha expressat missatges transfòbics en les protestes.